# Ниси ти, ја сам
Ниси ти, ја сам (шп. No sos vos, soy yo) је аргентински филм из 2004. године у режији Хуана Таратутоа са Дијегом Перетијем, Соледад Виљамил и Сесилијом Допазо у главним улогама. 
Говори о тридесетогодишњаку Хавијеру који са својом девојком одлучује да се пресели у САД. Она одлази пре њега а он остаје у Аргентини да заврши послове око пресељења и припрема за нови живот у САД. На путу за аеродром, његова девојка га зове и каже му да је збуњена, да не зна шта да ради, да се виђа са неким и да не жели да он дође.
Без дома, девојке и посла, Хавијер се пресељава код својих родитеља и почиње да одлази код психоаналитичара. У борби против усамљености, купује пса и у радњи за животиње упознаје Хулију.